# Kreševo
Kreševo är en kommun i Bosnien och Hercegovina.   Den ligger i entiteten Federationen Bosnien och Hercegovina, i den centrala delen av landet, 27 km väster om huvudstaden Sarajevo.